# Дони-Милановац
Дони-Милановац (серб. Доњи Милановац) — город в Сербии в общине Майданпек в Борском округе. Это город на берегу Дуная, недалеко от археологического памятника Лепенский Вир, который также является центром Джердапского национального парка. По данным переписи населения 2011 года, в городе проживало 2410 человек.

## География
Город находится на правом берегу Дуная, в Джердапском ущелье, в центре Джердапского национального парка, на высоте 75 метров. На расстоянии около 22 км расположен ближайший город Майданпек, который также является административным центром одноимённой общины. Джердапское ущелье по своему происхождению и внешнему виду представляет собой комплекс, состоящий из четырёх сужений — ущелья и трёх расширений — бассейнов, и состоит из: ущелья Горня (Голубачка), бассейна Люпковска, ущелья Госпожин Вир, ущелья Донжемилановачка, ущелья Казанского (большого и малого), Орсавского бассейнов и Сипское ущелье. Дунай в этой части своего пути образует большой «локоть», на вершине которого лежит бассейн Дони-Милановац длиной 19 км.
Город находится в нескольких метрах от сербско-румынской границы.